# 雪鬼屋温泉記
『雪鬼屋温泉記』（ゆきおにやおんせんき）は、2011年6月24日にソフトハウスキャラより発売されたアダルトゲームである。

## 概要
3年間温泉旅館『雪鬼屋』を経営し、温泉旅館ランキング100位入賞を目指すシミュレーションゲーム。ゲームは月単位で進行し、売上や客のトラブル、仲居の仕事ぶりなどが営業結果に反映されていく。また、季節や経営状況によってはイベントが発生し、特定の条件を満たしてクリアすると、あるモードが解放される。
プレイヤーは以下の4つの行動が可能である。
施設設置
施設を建設する事が該当する。また、客室を増加させたり、土産店を建設して収入を増加させることも可能。
資金運用
手持ちの資金を用いて、旅館のPRや従業員の育成、村への投資などが可能である。
仲居雇用
仲居（声：大波こなみ、松永雪希、青山ゆかり、羽高なる、芹園みや）を採用して役割を決めたり、首にしたりすることが可能。
店の設定

## あらすじ
遺産相続の条件として、亡き祖父母の経営していた樫野扇村の温泉旅館『雪鬼屋』を継いだ主人公・湯佐佐吉。
かつて暮らしたことのあるその地で、彼は、知り合いとともに旅館の経営に乗り出した。
立地条件の悪さやライバル旅館からの妨害、人ならぬ客の来訪といった、様々トラブルを乗り越え、果たしてかれらは無事に旅館の経営ができるのか。

## 登場人物
湯佐 佐吉
本作の主人公。
猫ノ宮 秋風
声 - 海原エレナ
『雪鬼屋』の女将で、経営面の指南役も務める。
穏やかな笑顔ながら、従業員には厳しく、従業員たちは逆らえずにいる。
製品版では営業結果の欄でアドバイスを載せている。
茜扇 弓音
声 - 桜川未央
佐吉の年上の幼馴染にして許嫁。才色兼備なようで、旅館経営ではトラブルを起こすこともある。
黒槍 七美
声 - 星咲イリア
佐吉の同学年の幼馴染で、弓音のライバル。海外で暮らしていたが、帰国後雪鬼屋に滞在。
緋川 杏
声 - 桃也みなみ
佐吉の年下の幼馴染であるツインテールの少女。雪鬼屋で働くことを望んでいる。
白野 三日月
声 - あおいひかる
雪鬼屋のそばの山に住んでいる獣人族の女性で、雪鬼屋を警戒している。
ルリコ
声 - 茶谷やすら
佐吉が大学時代のバイト先で知り合った女性。雪鬼屋の料理を気に入り、弟子入りしようとしている。
料理長
声 - 島田友樹
雪鬼屋の料理長。
クマン
声 - 有栖川みや美
樫野扇村の活性化のために造られたキャラクター。見た目は赤いマントをしたかわいらしいツキノワグマ。
村長
声 - 山本パンダ
樫野扇村村長で、雪鬼屋が村の活性化につなげてくれると信じ、佐吉に協力してくれている。
葵 春炎
声 - 神崎ちひろ
コナユキ
声 -春日アン
雪女。見た目は幼いが、長い時を生きてきた。

## スタッフ
- シナリオ - 内藤騎之介
- 原画 - 佐々木珠流
- 主題歌:ひうらまさこ&小倉結衣「あの星よりも高く」